# Стара кућа Радомира Лазовића
Стара кућа Радомира Лазовића у Топоници, на територији општине Кнић, представља непокретно културно добро као споменик културе, одлуком СО Кнић бр. 633-3/81-02 од 24. јула 1981. године.
Кућа је једна од најстаријих грађевина ове врсте у Гружи. Зграда је постављена на косом терену, подзидана високим темељним зидом на нижој страни, а на том делу озидан је подрум. Зидови су од чатме, олепљени и окречени. Кров је благог нагиба, четворосливан, а кровни покривач ћерамида. На крову доминирају два висока димњака. Прозори на згради су мањих димензија са дрвеним капцима. У унутрашњости је „кућа” са огњиштем и две собе. Под куће је од набијене земље, а таваница од дасака.
Зграда делује монументално и представља вредан споменик народног градитељства 19. века. Њену споменичку вредност употпуњују помоћне зграде у дворишту: вајат, млекар и кош.